# Bengt Sjöberg (apotekare)
Bengt Erik Sjöberg, född 20 maj 1924 i Halmstads församling i Hallands län, död 17 augusti 1969 i Sollentuna församling i Stockholms län, var en svensk apotekare.
Sjöberg tog apotekarexamen 1952 och var laborant på Apoteket Hjorten i Stockholm 1952–1954 och tjänsteman vid Apoteksbyrån i Medicinalstyrelsen 1952–1955. Han tjänstgjorde från 1954 till sin död vid Militärapoteket i Stockholm: som apotekare 1954–1956, som sektionschef 1956–1963 och som chef från 1964.
Han var ledamot av centralstyrelsen för Sveriges Farmacevtförbund 1952–1962, varav ordförande 1961–1962. Han var från 1963 ledamot av styrelsen för Sveriges akademikers centralorganisation och expert i Läkemedelsförsörjningsutredningen från 1964.
Bengt Sjöberg invaldes 1969 som ledamot av Kungliga Krigsvetenskapsakademien.